# Fiona Gubelmann
Fiona Victoria Gubelmann est une actrice américaine, née le 30 mars 1980 à Los Angeles en Californie. 
Elle se fait connaître par la sitcom saluée par les critiques Wilfred (2011-2014), du réseau FX. Elle a fait un grand nombre d'apparitions dans des séries télévisées et a joué des rôles réguliers dans des séries comme Au fil des jours et Daytime Divas. 
Depuis 2018, elle est à l'affiche de la série médicale Good Doctor.

## Biographie

### Jeunesse et formation
Originaire du sud de la Californie, elle est élevée à San Diego. Elle commence à danser et jouer la comédie à la maternelle. Elle n'a que quatre ans, lorsqu'elle monte sur scène pour la première fois pour une performance de ballet. Elle est diplômée de l'école secondaire Torrey Pines à Del Mar.  
Adolescente, elle s'inscrit à des cours de comédie pendant les vacances scolaires et suit ses premiers cours de théâtre. 
Par la suite, elle déménage afin de poursuivre ses études de théâtre à l'université de Californie à Los Angeles. Durant sa formation, elle rencontre son mari, l'acteur Alex Weed. 
Elle travaillera pendant deux ans avec des enfants pour l'association Artsbridge à UCLA. Elle a commencé des études de médecine mais a finalement préféré abandonner pour se consacrer à sa carrière d'actrice. 

### Carrière

#### Débuts discrets et seconds rôles
Après une figuration dans un épisode de la série The Mullets, sa carrière commence en 2004 avec la comédie L'Employé du mois portée par Matt Dillon, Christina Applegate et Steve Zahn. 
Elle enchaîne les petits rôles à la télévision et joue dans de nombreuses séries télévisées (Cold Case : Affaires classées, La Famille Carver, Joey, Les Experts : Manhattan, The Closer : L.A. enquêtes prioritaires...).    
Au cinéma, elle peine à connaître le succès ainsi qu'à obtenir des rôles de premiers plans, se contentant de rôles secondaires voire mineurs. Elle est notamment à l'affiche de trois vidéofilms : Blue Demon avec Dedee Pfeiffer, N.T.V. Volume 1 avec Eddie Griffin et Horror High avec Sandra McCoy.   
Les longs métrages Downstream et Sex Tax passent aussi inaperçus et la pousseront à se concentrer sur le petit écran les années suivantes,.    

#### Télévision et révélation

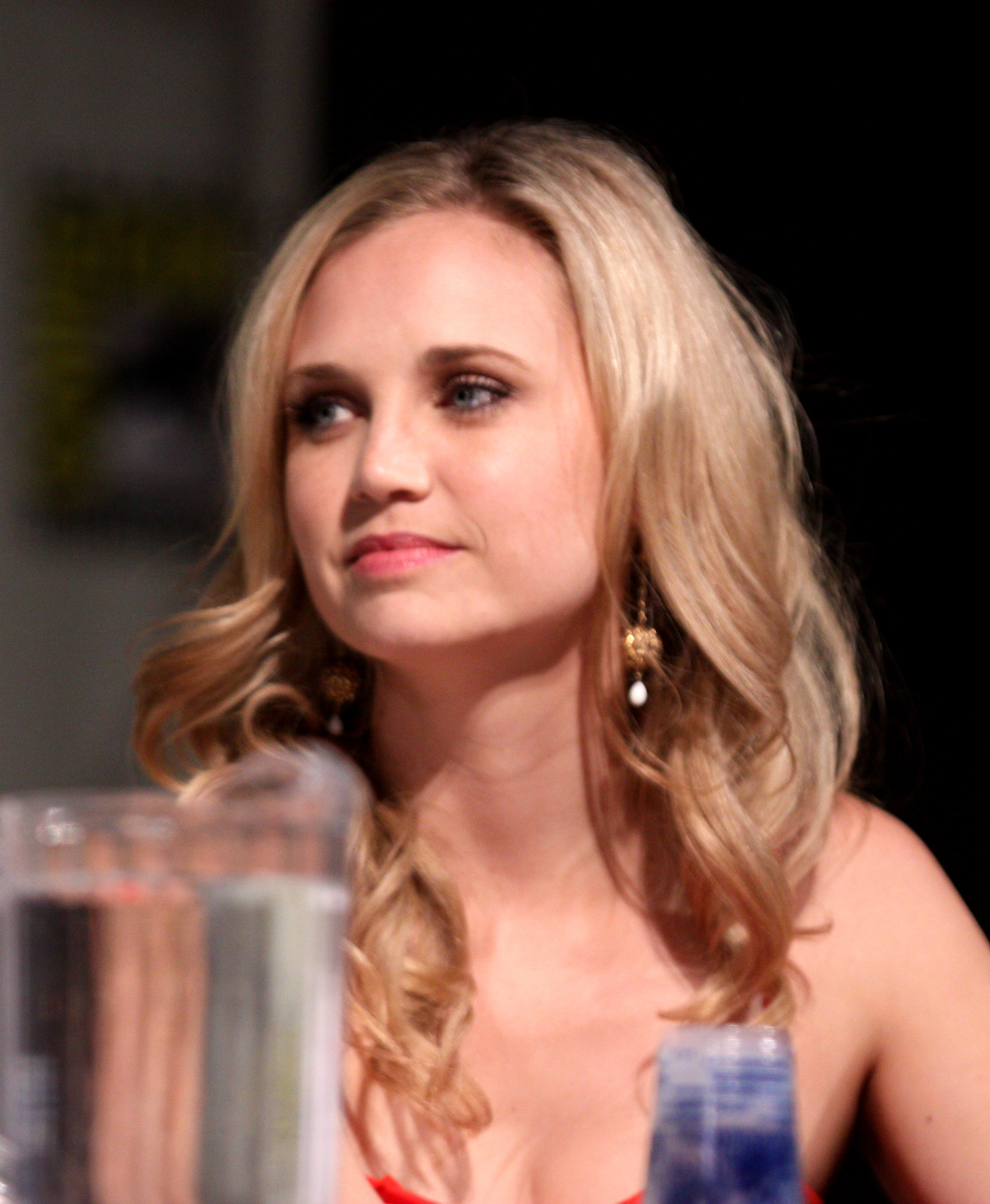
Au Comic-Con de San Diego, en 2011.

À partir de 2011, elle gagne en popularité grâce à la sitcom Wilfried, inédite en France, mais saluée par les critiques aux États-Unis,. Cette série est un remake de la série télévisée australienne éponyme et a la particularité d'être tourné entièrement avec un appareil photos numérique. La production s'arrête au bout de quatre saisons, en 2014. 
Cette année-là, elle seconde Brian Austin Green et Mena Suvari dans une série B horrifique, Don't Blink. 
Et à nouveau l'actrice va alors enchaîner les apparitions en tant que guest-star, dans des séries installées telles que New Girl, Mad Men, Castle et bien d'autres mais aussi les téléfilms comme Un ange aux deux visages, produit par Lifetime et dans lequel elle occupe le rôle principal aux côtés de James Gallanders. Elle porte aussi la romance Pour l'amour de Rose, réalisée par David Winning ainsi que le thriller Dispatch aux côtés de Drew Fuller. 
En 2017, elle est l'un des personnages principaux de la série comique éphémère Daytime Divas aux côtés de Vanessa Williams. Cette même année, elle est aussi un personnage récurrent d'Au fil des jours, basée sur la série éponyme, cette fois-ci portée par Justina Machado et Rita Moreno,.   
Elle est aussi le premier rôle féminin de la comédie romantique Surprise Me! avec Sean Faris, présentée lors de festival du cinéma indépendant mais distribuée en France sous forme de téléfilm intitulé Mon mariage surprise. Elle tient aussi la vedette d'un unitaire autour de Noël, Christmas Next Door, avec Jesse Metcalfe rendu populaire par Desperate Housewives.  
En 2018, elle rejoint la distribution de la série médicale, portée par Freddie Highmore, Good Doctor, qui suit les aventures d'un jeune docteur autiste savant. Dans ce remake d'une série coréenne à succès, elle incarne une interne ambitieuse, déterminée, intelligente aux opinions tranchées. Son personnage, initialement prévue pour apparaître dans cinq épisodes,, intervient dès la deuxième moitié de la première saison et finit par intégrer la distribution régulière dès la seconde,,.    
La même année, elle tient la vedette de deux téléfilms dont Royally Ever After, une comédie romantique réalisée par Lee Friedlander et produite par Hallmark Channel,.     

## Filmographie

### Cinéma

#### Courts métrages
- 2013 : Cause of Death d'Alberto Belli : La fille dans le garage
- 2017 : The Life of Ricky de Sheelin Choksey : Debbie

#### Longs métrages
- 2004 : L'Employé du mois de Mitch Rouse : Amber
- 2004 : Blue Demon de Daniel Grodnik : Alice (vidéofilm)
- 2005 : N.T.V. Volume 1 d'Eddie Griffin : Newscaster (vidéofilm)
- 2005 : Horror High de Shawn Papazian : Daphne (vidéofilm)
- 2007 : Les Rois du patin de Josh Gordon et Will Speck : Woodland Fairie
- 2010 : Downstream de Simone Bartesaghi, Philip Kim et Neil Kinsella : Tabitha
- 2010 : Sex Tax de John Borges : Tina
- 2013 : Les Copains super-héros de Robert Vince : Princesse Jorala (voix)
- 2014 : Don't Blink de Travis Oates : Ella
- 2017 : Rice on White de Talun Hsu : Julie
- 2019 : The Way We Weren't de Rick Hays : Charlotte

### Télévision

#### Séries télévisées
- 2003 : The Mullets : Valley Girl (1 épisode)
- 2004 : Cold Case : Affaires classées : Bobbi Jean Banks, en 1968 (1 épisode)
- 2004 : La Famille Carver : Darlene Toth (1 épisode)
- 2005 : Joey : Anna (1 épisode)
- 2007 : Les Experts : Manhattan : Isabella Cooksey (1 épisode)
- 2007 : Sales Guys : Season Fisher (pilote non retenu)
- 2007 : Earl : Lucy (1 épisode)
- 2008 : Comedy Gumbo : ShmappleBapp's Hostess / La future Mrs. Chambers (4 épisodes)
- 2008 : Le Retour de K 2000 : Courtney Flynn (1 épisode)
- 2009 : The Closer : L.A. enquêtes prioritaires : Lisa Price (1 épisode)
- 2009 : Californication : Une jeune femme (1 épisode)
- 2011 : Parenthood : Sandy (2 épisodes)
- 2011 : The Paul Reiser Show : Jill (1 épisode)
- 2011 - 2014 : Wilfred : Jenna Mueller (35 épisodes)
- 2012 : Esprits criminels : Erika (1 épisode)
- 2012 : Gentleman : mode d'emploi : Amy (2 épisodes)
- 2012 : Save the Supers : Rascal (2 épisodes)
- 2012 : The Screen Junkies Show : Blanche-Neige (1 épisode)
- 2012 : Les Griffin : voix (1 épisode)
- 2012 : Wedding Band : Violet (1 épisode)
- 2012 : Rebounding : Charlotte (pilote non retenu)
- 2013 : Don't Trust the B---- in Apartment 23 : Stéphanie (1 épisode)
- 2013 : Guys with Kids : Sage (2 épisodes)
- 2013 : Animal Practice : Tinsley French (1 épisode)
- 2013 : We Are Men : Sara (3 épisodes)
- 2014 : Robin Banks and the Bank Roberts : Nicole (1 épisode)
- 2014 : Friends with Better Lives : Kelly (1 épisode)
- 2014 : Modern Family : Lisa (1 épisode)
- 2014 : Key & Peele : Sex Addict 1 (1 épisode)
- 2015 : New Girl : Val (1 épisode)
- 2015 : Mad Men : Eve (1 épisode)
- 2015 : Melissa and Joey : Noelle Devereux (1 épisode)
- 2015 : Why? With Hannibal Buress : Susie (1 épisode)
- 2015 : The League : Berkley (1 épisode)
- 2015 : IZombie : Houdina (1 épisode)
- 2016 : Castle : Linda Weinberg (1 épisode)
- 2016 : Telenovela : Kelly (2 épisodes)
- 2016 : Sing It! : Nina (4 épisodes)
- 2017 : Au fil des jours : Lori (5 épisodes)
- 2017 : Daytime Divas : Heather Flynn-Kellogg (rôle principal - 10 épisodes)
- 2017 : L'Arme fatale : Andi Canter (1 épisode)
- 2017 : American Housewife : Courtney (1 épisode)
- 2018 : Lucifer : Kay / Maddie (1 épisode)
- 2018–2024 : Good Doctor : Dr Morgan Reznick (rôle récurrent saison 1, principal à partir de la saison 2)

#### Téléfilms
- 2016 : Unis par le sang (Dispatch) de Craig Moss : Christine McCullers
- 2016 : Un ange aux deux visages de Curtis Crawford : Theresa Malcolms
- 2016 : Pour l'amour de Rose de David Winning : Rose
- 2017 : Mon mariage surprise (Surprise Me!) de Nancy Goodman : Genie Burns
- 2017 : Papa par intérim à Noël (Christmas Next Door) de Jonathan Wright : April Stewart
- 2018 : Je vais épouser un prince! (Royally Ever After) de Lee Friedlander : Sara Dimarco
- 2019 : Coup de foudre & chocolat (Easter Under Wraps) de Gary Yates : Erin Cavendish